# Даниэльссон, Кикки
Анн-Кристин «Кикки» Даниэльссон (родилась 10 мая 1952 года, Усбю, Швеция) — шведская кантри-, данс- и поп-певица. Играет на аккордеоне и пишет тексты песен. Даниэльссон получила свою самую большую популярность в скандинавском регионе с конца 1970-х до конца 1990-х годов. Певица завоевала популярность на американской сцене страны в 1980-х годах. В 1986 году у нее было телевизионное шоу «Kikki i Nashville».

## Биография
Даниэльссон родилась в коммуне Усбю, Швеция, проживает в Евлеборге. В своей карьере она девятикратно участвовала в шведском Melodifestivalen и один раз в норвежском конкурсе Melodi Grand Prix. В составе шведской поп-и кантри-группы Chips с песней «Dag efter dag» впервые поучаствовала в Евровидении 1982 года, заняв 8-е место, а в 1985 году, участвуя сольно, заняла 3-е место с песней «Bra vibrationer»
В 2012 году Даниэльссон снялась в фильме Шона Банана Inuti Seanafrika. В 2017 году она приняла участие в восьмом сезоне сериала Så mycket bätre (TV4). В феврале 2020 года Кикки Даниэльссон была избрана в Зал славы Melodifestivalen.

## Сольная дискография
- 1979: Rock’n Yodel
- 1981: Совсем как женщина
- 1982: Кикки
- 1983: Бар одиночек
- 1984: Полночное солнце
- 1985: Вибратор бюстгальтера
- 1986: Кокос папайи
- 1987: Min barndoms jular (рождественский альбом)
- 1989: Canzone d’Amore (1989)
- 1991: Vägen hem till dej
- 1992: Jag ska aldrig lämna dig
- 2001: Nu är det advent (Рождественский альбом)
- 2011: Första dagen på resten av mitt liv
- 2015: Открытка от раскрашенной дамы
- 2016: Рождественская открытка от раскрашенной дамы (Рождественский альбом)
- 2017: Портрет раскрашенной дамы